# Mistrzostwa Polski w piłce nożnej (1923)

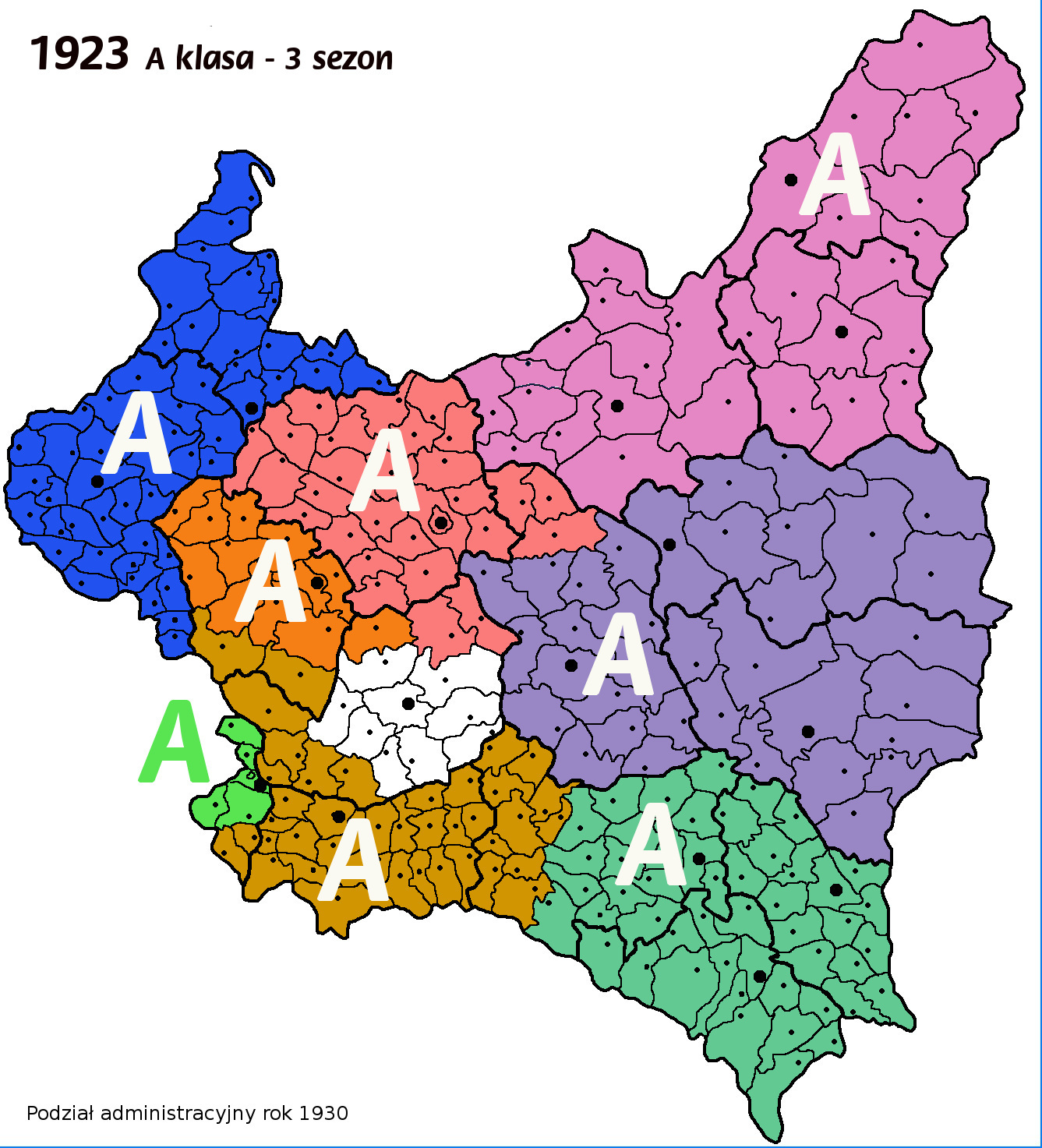
Okręgi piłkarskie biorące udział w MP 1923.

Mistrzostwa Polski w piłce nożnej 1923 – 4. edycja oficjalnych mistrzostw Polski w piłce nożnej mężczyzn, a trzecia dokończona oraz zakończona wyłonieniem zwycięzcy (mistrzostwa Polski 1920 zostały bowiem przerwane na skutek trwającej wojny polsko-bolszewickiej). Organizatorem rozgrywek był Polski Związek Piłki Nożnej (PZPN). Całą rywalizację przeprowadzono systemem mieszanym (quasi ligowym) w roku kalendarzowym 1923, jako sezonie (tzw. cyklem „wiosna-jesień”).
| Poziomy rozgrywkowe w sezonie 1923 | Poziomy rozgrywkowe w sezonie 1923 | Poziomy rozgrywkowe w sezonie 1923 |
| Rozgrywki                          | P                                  | Nazwa                              |
| ---------------------------------- | ---------------------------------- | ---------------------------------- |
| Centralne                          | I                                  | Mistrzostwa Polski                 |
| Okręgowe (8 okręgów)               | II                                 | A klasa                            |
| Okręgowe (8 okręgów)               | III                                | B klasa                            |
| Okręgowe (8 okręgów)               | IV                                 | C klasa                            |

Zmagania decydującej fazy mistrzostw (fazy finałowej) trwały 84 dni – od 12 sierpnia 1923 do 4 listopada 1923. W 27 spotkaniach (w tym 1 z dogrywką) – rozegranych w jej ramach – formalnie uzyskano 142 bramki, co daje średnią 5,26 gola na mecz. Trzeba jednak zaznaczyć, że po zakończeniu zmagań grupowych, ze względu na uchybienia formalne Iskry Siemianowice (gra w tej drużynie piłkarzy niezgłoszonych do rozgrywek i o niewyjaśnionym statusie narodowościowym) anulowano wyniki jej czterech spotkań (Iskra–ŁKS 2:3, Iskra–Wisła 2:3, Wisła–Iskra 8:3, Warta–Iskra 4:0), zamieniając je na walkowery 5:0 dla rywali (w przypadku dwóch pozostałych meczów tego zespołu utrzymano rezultaty z boiska, bowiem były one korzystniejsze dla przeciwników, niż walkowery). Faktycznie na boiskach padło więc 147 bramek (średnio: 5,44 gola na mecz). Tytuł mistrza Polski po raz drugi z rzędu wywalczyła Pogoń Lwów, a koronę króla strzelców – jej zawodnik – Mieczysław Batsch, zdobywca 17 trafień. Nie ustalono jednak autorów 14 bramek (7 dla Warty, 4 dla Polonii i 3 dla Wisły).
Podczas 4. Walnego Zgromadzenia PZPN, zorganizowanego w dniach 25–26 lutego 1923 w Krakowie w poczet jego członków przyjęto dziewiąty okręg – Toruński OZPN (wydzielony z okręgu poznańskiego). Z uwagi na fakt, że jego władze nie zdążyły dokonać klasyfikacji klubów, jego reprezentanta nie dopuszczono do fazy finałowej mistrzostw (ostatecznie w sezonie 1923 nie przeprowadzono w nim nawet mistrzostw okręgowych). Dlatego – podobnie jak sezon wcześniej – do bezpośredniej walki o tytuł mistrza Polski stanęło osiem drużyn. Wzorem wcześniejszych sezonów regulamin rozgrywek przewidywał walkę o tytuł mistrzowski w cyklu „wiosna-jesień” oraz w dwóch fazach: okręgowych mistrzostwach Klasy A i ogólnokrajowym turnieju finałowym. W obydwu z nich grano systemem ligowym – „każdy z każdym, mecz i rewanż”. Po raz drugi turniej finałowy przeprowadzono w dwóch równorzędnych grupach (tym razem wschodniej i zachodniej), a ich zwycięzcy zagrali między sobą finałowe spotkania o tytuł mistrza Polski (w formule pucharowego dwumeczu „u siebie i na wyjeździe”). Z uwagi na wygranie po jednym pojedynku przez każdą z drużyn, koniecznym stało się zorganizowanie dodatkowego meczu na neutralnym terenie (nie obowiązywała wówczas zasada o różnicy strzelonych goli). Wywalczenie tytułu mistrza Polski nie dawało gwarancji występu w fazie finałowej następnej edycji.

## Faza finałowa

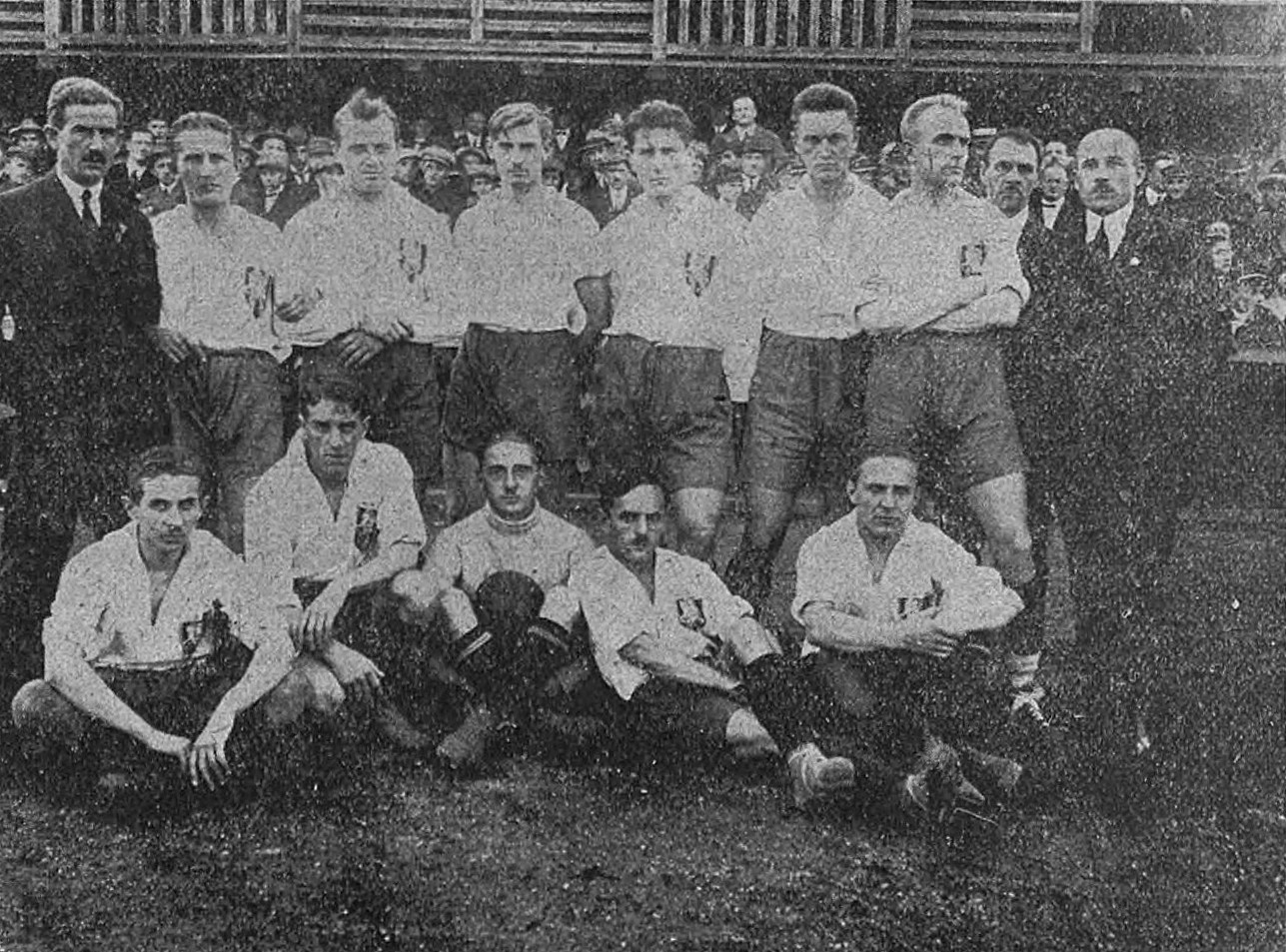
Pogoń Lwów w sezonie 1923

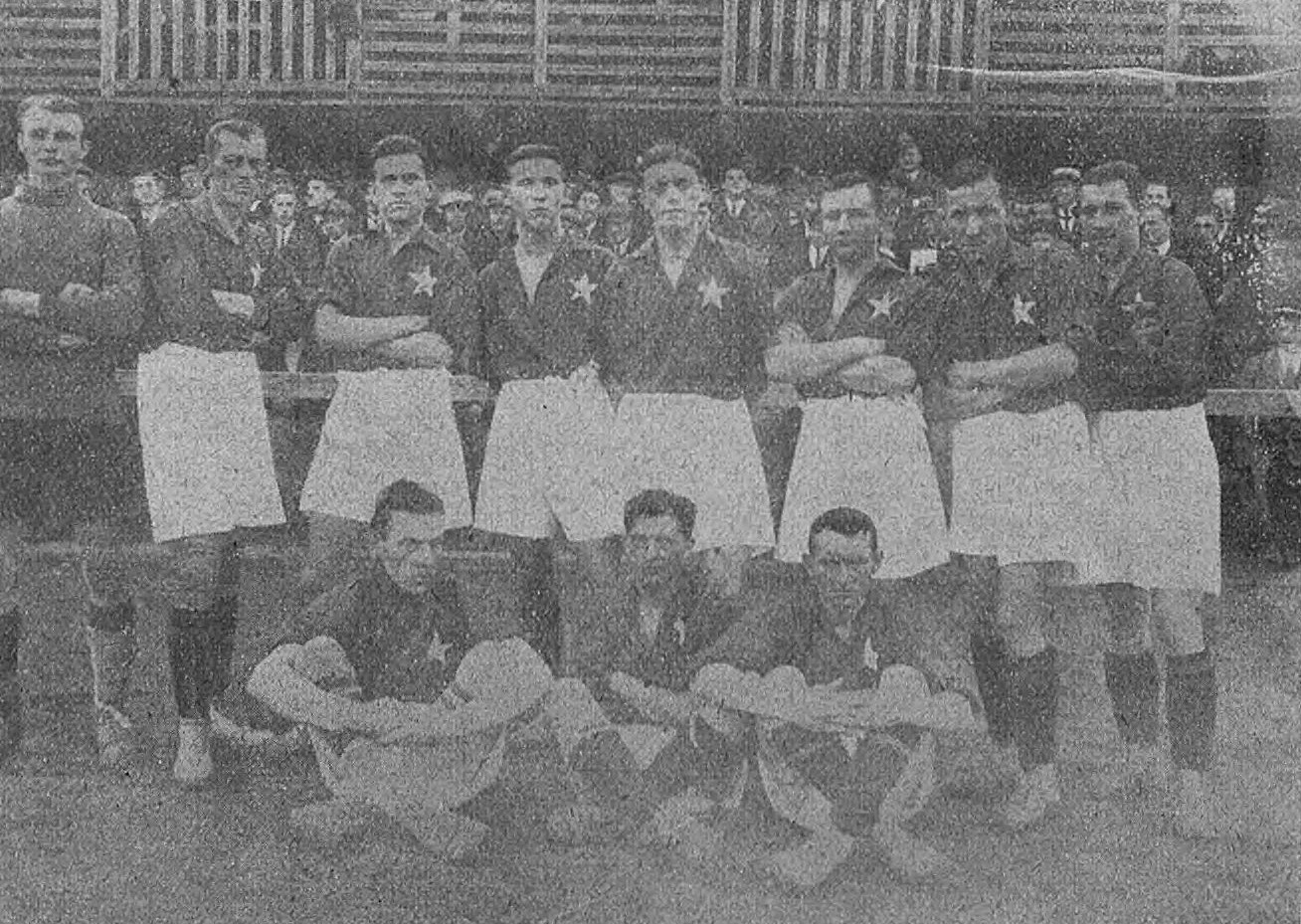
Wisła Kraków w sezonie 1923

### Etap pierwszy

#### Tabela końcowa grupy wschodniej
| M  | Nazwa klubu      | Mecze | Punkty | Bramki |
| 1. | Pogoń Lwów       | 6     | 12     | 42:3   |
| 2. | Polonia Warszawa | 6     | 8      | 24:12  |
| 3. | Lauda Wilno      | 6     | 3      | 4:26   |
| 4. | WKS Lublin       | 6     | 1      | 1:30   |

#### Tabela końcowa grupy zachodniej
| M  | Nazwa klubu        | Mecze | Punkty | Bramki |
| 1. | Wisła Kraków       | 6     | 9      | 20:6   |
| 2. | Warta Poznań       | 6     | 8      | 20:9   |
| 3. | ŁKS Łódź           | 6     | 7      | 21:11  |
| 4. | Iskra Siemianowice | 6     | 0      | 1:36   |

Legenda:
|  | Awans do finałowego dwumeczu o mistrzostwo Polski. |

### Finał
Finałowy dwumecz o tytuł mistrza Polski 1923, pomiędzy zwycięzcami obydwu grup fazy finałowej:

| 14 października 1923 15:00 | Pogoń Lwów · Wa. Kuchar 39', 64' · Garbień 62' | 3 : 0(1:0)Raport | Wisła Kraków | Park Sportowy, Lwów Widzów: 8 500 Sędzia: Aleksander Rząsa (Kraków) |
|                            |                                                |                  |              |                                                                     |

| 21 października 1923 14:30 | Wisła Kraków · Reyman 17' · W. Kowalski 61' | 2 : 1(1:0)Raport | Pogoń Lwów · 63' Wa. Kuchar | Stadion Wisły, Kraków Widzów: 4 000 Sędzia: Aleksander Rząsa (Kraków) |
|                            |                                             |                  |                             |                                                                       |

Stan rywalizacji w dwumeczu: 1:1 (bilans bramowy nie miał znaczenia)
Dodatkowe spotkanie o mistrzostwo rozegrane na neutralnym stadionie w Warszawie:
| 4 listopada 1923 14:00 | Pogoń Lwów · Wa. Kuchar 44' · Garbień 118' | 2 : 1 pd.(1:0, 1:1)Raport | Wisła Kraków · 46' Reyman · (lub W. Kowalski) | Boisko w Parku Sobieskiego na Agrykoli, Warszawa Widzów: 5 000 Sędzia: Artur Marczewski (Łódź) |
|                        |                                            |                           |                                               |                                                                                                |

 Mistrzem Polski w sezonie 1923 została Pogoń Lwów.

## Najlepsi strzelcy
| Bramki | Zawodnik          | Drużyna    |
| ------ | ----------------- | ---------- |
| 17     | Mieczysław Batsch | Pogoń Lwów |
| 10     | Józef Garbień     | Pogoń Lwów |
| 9      | Wacław Kuchar     | Pogoń Lwów |

## Ciekawostki
- Podczas 4. Walnego Zgromadzenia PZPN żarliwie dyskutowano o zmianie systemu rozgrywania mistrzostw kraju (utworzenie ogólnopaństwowej ligi, za którą optował Adam Obrubański), jednak ostatecznie zdecydowano się na niedokonywanie zmian[3];
- W rozegranym 13 maja 1923 spotkaniu o mistrzostwo Klasy A okręgu lwowskiego Pogoń Lwów rozgromiła w Stanisławowie tamtejszą Rewerę aż 21:1[3];
- Po raz pierwszy w historii Cracovia nie wygrała mistrzostw Klasy A okręgu krakowskiego (lepsza okazała się Wisła), przez co nie zakwalifikowała się do ogólnopolskiego turnieju finałowego mistrzostw kraju. Jednak dzięki temu, we wrześniu i październiku 1923 mogła udać się w trzytygodniowe tournée zagraniczne po Hiszpanii, podczas którego zagrała m.in. z FC Barceloną oraz Realem Madryt[3][4];
- W fazie finałowej mistrzostw Polski 1923 zespół Pogoni Lwów zdobył średnio 5,33 gola na mecz, co jest najlepszym tego typu osiągnięciem w historii mistrzostw Polski[2];
- Faktycznie, w fazie finałowej mistrzostw Polski 1923 zdobyto 147 goli. Jednak 25 z nich padło w czterech spotkaniach zweryfikowanych później, jako walkowery (5:0). Stąd wzięła się różnica 5 bramek, pomiędzy oficjalnymi statystykami, a rzeczywistą liczbą trafień[2].

## Klasyfikacja medalowa po MP 1923
|    | Klub             |   |   |   |
| -- | ---------------- | - | - | - |
| 1. | Pogoń Lwów       | 2 | 0 | 0 |
| 2. | Cracovia         | 1 | 0 | 1 |
| 3. | Warta Poznań     | 0 | 1 | 2 |
| 4. | Polonia Warszawa | 0 | 1 | 1 |
| 5. | Wisła Kraków     | 0 | 1 | 0 |
| 6. | ŁKS Łódź         | 0 | 0 | 1 |